# Hypsiboas benitezi
Hypsiboas benitezi là một loài ếch trong họ Nhái bén.
Nó được tìm thấy ở Brasil, Venezuela, và có thể Guyana.
Các môi trường sống tự nhiên của chúng là các khu rừng ẩm ướt đất thấp nhiệt đới hoặc cận nhiệt đới, các khu rừng vùng núi ẩm nhiệt đới hoặc cận nhiệt đới, và sông.